# Tryphon de Viatka
Tryphon de Viatka (1543 à 1550 - 1612 ; en russe : Трифон Вятский) est un abbé et un saint russe qui vécut entre le XVIe siècle et le XVIIe siècle. Il évangélisa les Ostiaks. Fête le 8 octobre.

## Biographie
Il naît entre 1543-1550, sans doute dans la région d'Arkhangelsk en Russie. Ses parents veulent absolument le marier, mais lui aspire à devenir ermite. Il fut reçu au monastère de Pysorsk  dirigé par un certain Varlaam, mais doit bientôt le quitter car il manifeste trop son désir d'érémitisme.

## Le missionnaire des Ostiaks
Il s'installe chez les Ostiaks, non loin de Solikamsk.
Il obtient la protection des Stroganoff à qui avaient été données les terres des cours supérieurs de la Kama et de la Tchoussovaïa. Il s'installe une première fois et est chassé malgré la protection, puis se réinstalle sur la Kama près d'une possession des Stroganoff, il bâtit un monastère dédié à la Dormition et y demeure neuf ans. Mais il fut l'auteur involontaire d'un important incendie de forêt et, menacé de mort par les habitants des lieux, il dut quitter définitivement le pays. Sa période missionnaire s'achève alors et commence celle du bâtisseur de monastères.

## Le bâtisseur de monastères
En 1580, on le trouve donc à Khlynov, ville appelée plus tard Vyatka,
où il demande l'autorisation de fonder un monastère, le monastère de la Dormition-Saint-Tryphon (ru). Il l'obtient mais doit effectuer de multiples trajets à Moscou pour obtenir des concessions et avantages. Il est pourtant chassé en 1602 de son monastère par le chapitre qui estimait qu'il faisait infraction aux règles établies. Il voyage alors, notamment au monastère Solovetski et à Moscou, fonde à nouveau un monastère à Slobodsk sur le fleuve Viatka et à nouveau ne peut pas s'y maintenir : il en fut chassé par certains des moines qui s'étaient dressés contre lui. Quand il revint, il pardonna puis s'endormit en paix en 1612.
Il est canonisé en 1903 par l'Église orthodoxe russe et est vénéré par l'Église orthodoxe arménienne le 1er août.

## Sources
- Michael Klimenko, Ausbreitung des Christentums in Russland seit Vladimir dem Heiligen bis zum 17. Jahrhundert: Versuch einer Übersicht nach russischen Quellen, Berlin & Hambourg, Lutherisches Verlagshaus, 1969, p251-254